# Dictionnaire vivant de la langue française
 (juin 2025).
La mise en forme du texte ne suit pas les recommandations de Wikipédia : il faut le « wikifier ».
Les points d'amélioration suivants sont les cas les plus fréquents. Le détail des points à revoir est peut-être précisé sur la page de discussion.
- Les titres sont pré-formatés par le logiciel. Ils ne sont ni en capitales, ni en gras.
- Le texte ne doit pas être écrit en capitales (les noms de famille non plus), ni en gras, ni en italique, ni en « petit »…
- Le gras n'est utilisé que pour surligner le titre de l'article dans l'introduction, une seule fois.
- L'italique est rarement utilisé : mots en langue étrangère, titres d'œuvres, noms de bateaux, etc.
- Les citations ne sont pas en italique mais en corps de texte normal. Elles sont entourées par des guillemets français : « et ».
- Les listes à puces sont à éviter, des paragraphes rédigés étant largement préférés. Les tableaux sont à réserver à la présentation de données structurées (résultats, etc.).
- Les appels de note de bas de page (petits chiffres en exposant, introduits par l'outil «  Source ») sont à placer entre la fin de phrase et le point final[comme ça].
- Les liens internes (vers d'autres articles de Wikipédia) sont à choisir avec parcimonie. Créez des liens vers des articles approfondissant le sujet. Les termes génériques sans rapport avec le sujet sont à éviter, ainsi que les répétitions de liens vers un même terme.
- Les liens externes sont à placer uniquement dans une section « Liens externes », à la fin de l'article. Ces liens sont à choisir avec parcimonie suivant les règles définies. Si un lien sert de source à l'article, son insertion dans le texte est à faire par les notes de bas de page.
- La présentation des références doit suivre les conventions bibliographiques. Il est recommandé d'utiliser les modèles {{Ouvrage}}, {{Chapitre}}, {{Article}}, {{Lien web}} et/ou {{Bibliographie}}. Le mode d'édition visuel peut mettre en forme automatiquement les références.
- Insérer une infobox (cadre d'informations à droite) n'est pas obligatoire pour parachever la mise en page.

Pour une aide détaillée, merci de consulter Aide:Wikification.
Si vous pensez que ces points ont été résolus, vous pouvez retirer ce bandeau et améliorer la mise en forme d'un autre article.

Le Dictionnaire vivant de la langue française (DVLF) est un dictionnaire de langue française en ligne lancé en 2011.

## Présentation
ll a été développé par une équipe du projet American and French Research on the Treasury of the French Language (ARTFL) fruit de la collaboration du laboratoire Analyse et traitement informatique de la langue française (ATILF) du Centre national de la recherche scientifique (CNRS) et de l'Université de Chicago grâce au soutien de la Fondation nationale pour les sciences humaines. 
Il s'agit d'une approche expérimentale de compilation de dictionnaires qui offre une alternative interactive et communautaire aux méthodes traditionnelles de lexicographie française.
Ce méta-dictionnaire compile les définitions du Trésor de la Langue française informatisé, du Wiktionnaire mais aussi le dictionnaire de synonymes et antonymes CRISCO, le dictionnaire d’usage à travers le temps ARTL-Frantext Time Series ou encore le lexique de phrases en exemple Corpatext.
Il est sorti en version bêta en janvier 2011.